# Minervino Murge
Minervino Murge község (comune) Olaszország Puglia régiójában, Barletta-Andria-Trani megyében.

## Fekvése
Az Ofanto folyó völgyében fekszik, Andriától délnyugatra.

## Története
A település elődjét a japigok alapították az i.e. 3 században, első írásos említése a 11. századból származik. A 15. századig a Tarantói Hercegség része volt, utána grófi székhely lett. Önálló községgé a 19. század elején vált, amikor a Nápolyi Királyságban felszámolták a feudalizmust.

## Népessége
A népesség számának alakulása:

## Főbb látnivalói
- Santa Maria dell’Assunta-katedrális
- Castello - 14. századi vár.
- Immacolata-templom
- Locone-tó

## Híres szülöttei
- Balzo Izabella nápolyi királyné (1468–1533)